# یلیتزا لورا
فلور جلیتزا لورا د لا کروز که بیشتر با نام یلیتزا لورا شناخته می‌شود (زاده ۱۲ ژوئیه ۱۹۸۵)، مجری رادیو و تلویزیون، رقصنده، مدل، و بازیگر تئاتر و فیلم اهل جمهوری دومینیکن است.
زمانی که لورا ۱۱ ساله بود، برنده مسابقه زیبایی زیبایی دوران کودکی ما شد. او سپس به عنوان رقصنده و مدل در چندین برنامه تلویزیونی در جمهوری دومینیکن کار کرد. با گذشت زمان، او اضافه وزن پیدا کرد و در سال ۲۰۰۹ تحت عمل جراحی چاقی قرار گرفت، از ۲۰۰ پوند (۹۱ کیلوگرم) تا تنها ۱۲۰ پوند (۵۴ کیلوگرم)؛ ظاهر جدید او به بالا بردن شهرت و محبوبیت او در رسانه‌های دومینیکن کمک کرد.